# مسجد الامام علي (كوبنهاغن)
مسجد الإمام علي (بالدنماركية: Imam Ali Moske)‏، (بالعربية: مسجد الإمام علي): هو أكبر مسجد شيعي والوحيد في البلد، يقع في نوردفيست، كوبنهاغن، الدنمارك.
بدأ بناء المسجد في 2009. تم الانتهاء منه وفتحه للجمهور في 2015. تم تصميم المسجد؛ الذي تبلغ مساحته 2100 متر مربع، على طراز العمارة الإيرانية الجديدة، مع مئذنتين بطول 32 مترًا وقبة مركزية فيروزية، بمساحة تتسع لـ 1500 شخص.